# Ендрю Тембо
Ендрю Тембо (англ. Andrew Tembo, нар. 19 серпня 1971, Лусака) — замбійський футболіст, що грав на позиції півзахисника, зокрема, за данський «Оденсе», а також національну збірну Замбії.

## Клубна кар'єра
У дорослому футболі дебютував 1991 року виступами за команду «Замсуре». В сезоні 1994/95 пробував свої сили у французькому «Марселі», але у його команді не закріпився і повернувся до рідного клубу.
1997 року удруге попрямував до Європи, цього разу до данського «Оденсе», де досить успішно відіграв наступні дев'ять сезонів своєї ігрової кар'єри. Залишивши «Оденсе» у 2006 року, залишився у Данії, де до 2009 встиг пограти за нижчолігові «Ельстюкке», «Г'єррінг» та «Болдклуббен 1909».

## Виступи за збірну
1993 року дебютував в офіційних матчах у складі національної збірної Замбії.
У складі збірної був учасником Кубка африканських націй 1996 в ПАР, на якому команда здобула бронзові нагороди, Кубка африканських націй 1998 в Буркіна Фасо, а також Кубка африканських націй 2000 в Гані та Нігерії.
Загалом протягом дев'ятирічної кар'єри в національній команді провів у її формі 47 матчів, забивши 9 голів.

## Титули і досягнення
- Володар Кубка Данії (1):

«Оденсе»: 2001-02